# Club Deportivo Lagun Artea
El Club Deportivo Lagun Artea es un club de fútbol de España de la localidad de Lacunza (Navarra). Actualmente milita en la categoría  Primera autonómica de la Comunidad Foral de Navarra.

## Datos del club
Fue en el año 1966 cuando se fundó oficialmente el club para competir cateforía Regional de Navarra. En 2004 el Lagun Artea asciende por primera vez a Tercera División.

Lagun Artea, en euskera, significa Entre Amigos.

### Todas las Temporadas
| \| Temporada \| División \| Puesto \| \| -------------- \| ---------- \| ------ \| \| De 1966 a 2004 \| Regional \| — \| \| 2004/05 \| 3ª \| 6º \| \| 2005/06 \| 3ª \| 16º \| \| De 2006 a 2010 \| Regional \| — \| \| 2010/11 \| 3ª \| 18º \| \| 2011/12 \| Reg. Pref. \| 3º \| \| 2012/13 \| 3ª \| 14º \| \| 2013/14 \| 3ª \| 17º \| \| 2014/15 \| Reg. Pref. \| 14º \| \| 2015/16 \| Reg. Pref. \| 5º \| \| 2016/17 \| Reg. Pref. \| — \| Camiseta blanca, pantalón azul claro y medias azules claras. Disputa sus partidos como local en el campo de fútbol Zelai-Berri de Lacunza (Navarra), con capacidad para unas 1.500 personas. - Presidente: Javier Hernandez - Secretaria: Ainhoa Echarri - Tesorero: Josu Arraiza - Vocal: Jabier Andueza - Vocal: Jabier Hernandez - Vocal: Juan Ignacio Mendieta - Vocal: Diego Cruz - Vocal: Xabier Betelu - Vocal: Oskar Maiza |            |        |
| Temporada | División   | Puesto |
| De 1966 a 2004 | Regional   | —      |
| 2004/05 | 3ª         | 6º     |
| 2005/06 | 3ª         | 16º    |
| De 2006 a 2010 | Regional   | —      |
| 2010/11 | 3ª         | 18º    |
| 2011/12 | Reg. Pref. | 3º     |
| 2012/13 | 3ª         | 14º    |
| 2013/14 | 3ª         | 17º    |
| 2014/15 | Reg. Pref. | 14º    |
| 2015/16 | Reg. Pref. | 5º     |
| 2016/17 | Reg. Pref. | —      |

## Equipo 2018-2019
```
1º Entrenador Jesús A. Martín Dávila
2ª Entrenador Salvador Pascual Arriazu
Delegado Oscar Maiza
```

Porteros:   Garikoitz Maiza, David Herrera. 
Defensas:  Aitor Egurza,Jon Ollo,Markel Erdozia,Kepa Olias, Xabier Bakaikoa, Etor Alegria, Urko Eizaguirre
Medios: Xabi Burillo,Iñaki Mendieta,Iñaki Berastegi,Eneko Cruz,Iker Zabalo, Gaizka Sagarzazu, Nabil Escobai
Delanteros:  Ander Unanua, Yonatan Dávila, Unai Zubiria, Unai Bakaikoa, Xabi Maiza